# Parananochromis brevirostris
Parananochromis brevirostris är en fiskart som beskrevs av Anton Lamboj och Melanie L. J. Stiassny 2003. Parananochromis brevirostris ingår i släktet Parananochromis och familjen Cichlidae. IUCN kategoriserar arten globalt som sårbar. Inga underarter finns listade i Catalogue of Life.